# Metyktire

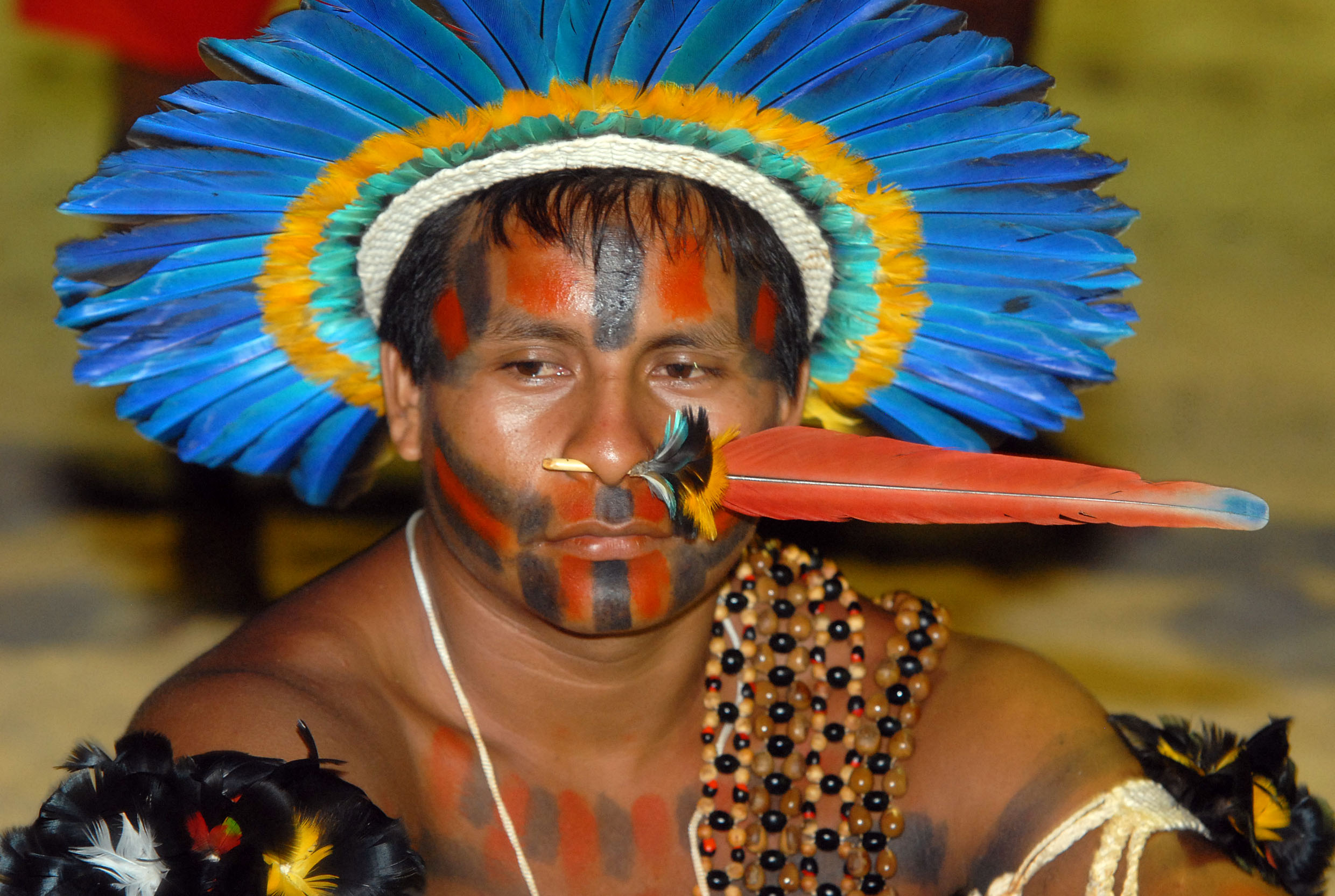
Art de la plume des Indiens du nord-est du Brésil (Olinda).

La tribu Metyktire est un peuple d'Indiens brésiliens qui vit dans la réserve Menkregnoti sur le bassin du fleuve Amazone. Ce peuple a été découvert en mai 2007 et son effectif est estimé à quatre-vingt-sept individus. Les Metyktire font partie du peuple Kayapo, et parlent une version archaïque de la langue Kayapo.
Lorsqu'il a été découvert, ce peuple n'avait jamais eu de contact avec la civilisation occidentale. Cela est dû à leur localisation dans une réserve de 12,1 millions d'acres, en une zone difficile d'accès à cause de la jungle dense et de l'absence de rivières utilisables comme voies de communication. Les Metyktire sont un sous-groupe de la tribu Kayapo, mais ils n'avaient pas eu de contact récent avec eux avant que deux individus ne visitent un village Kayapo en mai 2007.
Les Kayapo pensent que les Metyktire sont issus de plusieurs familles qui s'installèrent loin dans la jungle dans les années 1950.